# Edward Platt
Edward Cuthbert Platt (Staten Island, Nueva York, 14 de febrero de 1916-Santa Mónica, California, 19 de marzo de 1974) fue un actor estadounidense conocido sobre todo por su personaje de El Jefe en la serie de televisión Superagente 86, de NBC/CBS, entre 1965 y 1970. Con su voz grave y su aspecto maduro, interpretó una ecléctica mezcla de personajes a lo largo de su carrera.

## Biografía
Platt nació en Staten Island, Nueva York. Estudió en la Universidad de Princeton, especializándose en lenguas romances, pero cambió a estudiar música en la Escuela Juilliard con la intención de tener una carrera como cantante de ópera, del registro bajo-barítono. Antes de que Estados Unidos se sumara a la Segunda Guerra Mundial, él cantaba en una banda con la orquesta de Paul Whiteman, actuando en musicales tales como The Pirates of Penzance y The Mikado. En el Ejército de los Estados Unidos trabajó de operador de radio. Después de la guerra, siguió su trabajo en la radio.

## Trayectoria
Debutó en Broadway en el musical Allegro, de Rodgers y Hammerstein. Consiguió su primera película debido a la ayuda de José Ferrer, que actuó con él en The Shrike. Ferrer y Platt tuvieron los mismos papeles en la versión cinematográfica en 1955. También en 1955 apareció en Rebelde sin causa, película protagonizada por James Dean, Natalie Wood y Sal Mineo. Platt regresó a Broadway en 1958 con el musical ¡Oh, Capitán!, en un papel romántico. En 1959, desempeñó al abogado de Roger Thornhill (Cary Grant) en North by Northwest.
Platt también apareció en episodios de las series originales Perry Mason, Bonanza y The Twilight Zone. 
Su papel más famoso fue en los años 1960, interpretando al "Jefe" en la serie de televisión Superagente 86.

## Muerte
Tras la cancelación de la serie Superagente 86 en septiembre de 1970, no se volvió a tener noticias de Edward Platt, salvo por sus pequeños y breves papeles secundarios. Además, estuvo totalmente dedicado a sus asuntos personales, hasta su repentina e inesperada muerte en marzo de 1974 a la edad de 58 años.
Se creía que había muerto de un infarto, pero en agosto de 2007 su hijo Jeff reveló, en una entrevista de un sitio web de admiradores de Superagente 86, que su padre había muerto como consecuencia de un suicidio causado por la depresión y dificultades financieras. No brindó mayores detalles sobre el suceso, aunque afirmó que ya había sobrevivido a dos intentos previos de suicidio. Sus estados sanitario y mental no fueron tratados ni diagnosticados a tiempo.
El cuerpo del actor fue incinerado, y sus cenizas fueron esparcidas en el mar cerca de la costa de California, zona en la que residía.
Dejó cuatro hijos de dos matrimonios y un hermano que residía en Santa Bárbara (California).

## Dedicatorias
La película The Nude Bomb, estrenada en 1980, contó con la producción y la actuación de Don Adams, además de participar prácticamente la totalidad del reparto conocido de la serie de El superagente 86, con la inevitable excepción del "Jefe" original y la notable ausencia de Barbara Feldon, cuyo papel fue interpretado por Dana Elcar con una caracterización algo reciclada. La película fue dedicada a la memoria de Platt.
La segunda película basada en dicha serie, llamada Get Smart Again!, rodada para la TV y estrenada en 1989, recuperó a Barbara Feldon y también incluyó una breve referencia a Platt al final de la cinta. Adams expresó un profundo aprecio hacia su compañero y amigo siempre que tuvo ocasión de hacerlo.

## Filmografía parcial
- The Shrike (1955)
- Rebelde sin causa (1955)
- Storm Center (1956)
- The Great Man (1956)
- Written on the Wind (1956)
- Omar Khayyam (1956)
- Designing Woman (1957)
- The Rebel Set (1959)
- North by Northwest (1959)
- Texas John Slaughter: The Man from Bitter Creek (1959)
- Pollyanna (1960)
- Atlantis, the Lost Continent (1961)
- Cape Fear (1962)
- Black Zoo (1963)
- The Man from Button Willow (1974)